# Let Yourself Go, Let Myself Go
«Let Yourself Go, Let Myself Go» es el tercer maxisencillo de la banda Dragon Ash, y primer sencillo del álbum Viva la Revolution, lanzado en 1999. 

## Lista de canciones
1. «Let Yourself Go, Let Myself Go» – 5:07
2. «Humanity» – 3:19
3. «M» – 3:58
4. «Dedication» – 2:54

- Datos: Q6143925